# Шаграт
Шаграт е измислен герой на британския писател Джон Роналд Руел Толкин, боец урук-хай от фантастичната Средна земя.
 Внимание:  Текстът по-долу разкрива сюжета на произведението (или части от него)!
Шаграт е комендант на кулата на Кирит Унгол (в едноименния проход в Ефел Дуат) в края на Третата епоха на Средната земя. Заедно с подчинената му група орки и с друг оркски патрул от Минас Моргул, воден от Горбаг, той открива изпадналия в несвяст, вследствие ухапването на Корубана Фродо Торбинс. Носителят на Пръстена е отнесен в Кулата на Кирит Унгол, където възниква свада между двамата оркски предводители. Поводът е митрилната ризница на Фродо. В последвалото сбиване Шаграт убива Горбаг, а подчинените им също се избиват едни други в по-голямата си част. В това време Самознай Майтапер прониква в Кулата на Кирит Унгол, носейки Единствения пръстен. В последвалото спречкване между него и Шаграт, оркът побягва, защото усеща силата на Пръстена. Шаграт се измъква и достига Барад-дур, където отнася митрилната ризница на Фродо, могилния меч на Самознай и елфическия плащ на Фродо (преди Битката при Моранон Устата на Саурон показва тези вещи на военачалниците, с което ги хвърля в отчаяние, тъй като излъгва, че Фродо е заловен и отведен в Барад дур)·След това Шаград бива посечен от Арагорн.
| Портал | В Портал Властелинът на пръстените можете да намерите още много страници за Властелинът на пръстените. |